# Rhomboderella scutata
Rhomboderella scutata es una especie de mantis de la familia Mantidae.

## Distribución geográfica
Se encuentra en Angola, Kenia, Congo, Tanzania y Zimbabue.